# Roberto Rosales
Roberto José Rosales Altuve (nascut el 20 de novembre de 1988) és un futbolista professional veneçolà que juga amb el Sport Recife. És principalment lateral dret, tot i que també pot jugar com a migcampista per la dreta.
La temporada 2018-19 havia jugat pel RCD Espanyol, cedit pel Màlaga CF. El juliol de 2019, després que l'Espanyol descartés la seva incorporació definitiva (tot i que havia fet un bon paper, amb 26 partits oficials amb la samarreta de l'Espanyol i tres gols marcats), i va fitxar pel CD Leganés per dues temporades amb opció a una tercera.